# Roy Howard
Roy Wilson Howard, född 1883, död 1964, var amerikansk tidningsman.
Roy Howard började sin bana som reporter 1902, blev 1907 direktör för United Press huvudkontor i New York och 1912 chef för hela United Press. Vid bildandet av Scripps-Howard-koncernen 1921 blev Howard dess ekonomiske ledare, och 1925 övertog han den redaktionella ledningen tillsammans med Robert P. Scripps. Howard köpte 1931 tidningen New York World och slog samman den med The World Telegram under namnet New York World-Telegram. Han blev 1936 president för Scripps Howard Enterprise.